# Колер, Фой Дэвид
Фой Дэвид Колер (15 февраля 1908 года — 23 декабря 1990 года) — американский карьерный дипломат, который был послом в Советском Союзе во время Карибского кризиса.

## Ранний период жизни
Колер родился в Оквуде, штат Огайо. Его семья вскоре переехала в Толидо. Он учился в местном университете и Университете штата Огайо, который окончил в 1931 году со степенью бакалавра в области международных отношений.
Он поступил на дипломатическую службу и служил в Виндзоре (Канада), Белграде (Югославия) и Бухаресте (Румыния). В 1935 году, находясь в Бухаресте, Колер женился на Филлис Пенн из Гринсборо, штат Северная Каролина. Позднее они работали в Афинах (Греция), Каире (Египет), Вьетнаме и Боливии.
В 1946 году Колер изучал русский язык в Корнелльском университете, после чего был впервые командирован в Москву с 1947 по 1949 год, работая в аппарате посла Уолтера Беделла Смита.
В 1949—1952 гг. Колер был директором «Голоса Америки». На этот пост его назначил президент Г. Трумэн.

## Посол США в СССР
Занимая пост заместителя госсекретаря США по европейским делам (1959—1962), Колер участвовал в решении многих вопросов американо-советских отношений. Среди событий, в которых он непосредственно участвовал до назначения послом — знаменитые «кухонные дебаты» между вице-президентом США Ричардом Никсоном и советским генсеком Н. С. Хрущёвым (1959).
20 августа 1962 года президент Джон Ф. Кеннеди назначил Колера послом в Советском Союзе Он переехал с супругой в резиденцию посла США в Москве (Спасо-Хаус) и занялся полной перестройкой особняка. Верительные грамоты новый посол представил 27 сентября 1962 года. Колер занимал эту должность до 14 ноября 1966 года.
Через несколько недель после его приезда в Советский Союз начался кубинский ракетный кризис, и Колер оказался в эпицентре серьёзного конфликта, поставившего мир на грани ядерной войны. После двух недель эскалации Никита Хрущёв согласился убрать ракеты с Кубы.
Опыт кризиса убедил обе стороны в необходимости улучшения прямой связи. 20 июня 1963 года США и СССР договорились установить непрерывное соединение по безопасному трансатлантическому кабелю — «горячую линию» для использования в чрезвычайных ситуациях.
5 августа 1963 года в Москве был подписан Договор о запрещении испытаний ядерного оружия, который запрещал ядерные испытания в атмосфере, под водой или в космосе. Это должно было стать первым в серии соглашений о контроле над вооружениями между сверхдержавами.

## В Госдепартаменте
С октября 1966 года по декабрь 1967 года Колер был помощником заместителя госсекретаря по политическим вопросам (англ. Deputy Under Secretary of State for Political Affairs).
6 марта 1967 года Колер получил информацию о том, что Светлана Аллилуева, дочь покойного советского диктатора Иосифа Сталина, находясь в Нью-Дели, решила попросить убежище в США. Колеру было поручено проинформировать об этом советские власти через посла в США Анатолия Добрынина.
Колер ушел с дипломатической службы в декабре 1967 года с личным званием карьерного посла (англ. Career Ambassador).
Колер — автор книги Understanding the Russians: A Citizen’s Primer (1970).

## После государственной службы
Чета Колеров переехала во Флориду, где он стал профессором-международником в Центре перспективных международных исследований Университета Майами.
Колер был также членом Совета по международным отношениям и обществ «Бета Гамма Сигма», «Дельта Эпсилон» и «Фи Бета Каппа».
Колер скончался 23 декабря 1990 года. У него и Филлис не было детей.